# Al Joyner
Alfredrick "Al" Alphonzo Joyner, född 19 januari 1960, är en amerikansk före detta friidrottare, som vann OS-guld i tresteg 1984 i Los Angeles.
Joyner föddes i St. Louis. Han gifte sig med sprintern Florence Griffith-Joyner, som vann flera olympiska medaljer. Hans syster Jackie Joyner-Kersee är också en olympisk guldmedaljör (tillika världsrekordinnehavare i sjukamp än idag). Han gifte om sig en andra gång 28 juni 2003 med Alisha Biehn.
Joyner tävlade i tresteg för Arkansas State University och fick smeknamnet "Sweetwater".
Under OS 1984 i Los Angeles hoppade han 17,26 m och blev den första amerikanen sen 80 år att vinna en guldmedalj i denna gren. Joyner belönades även med priset Jim Thorpe Award (som delas ut vart fjärde år till den bästa amerikanske tävlande i friidrott).